# Goul

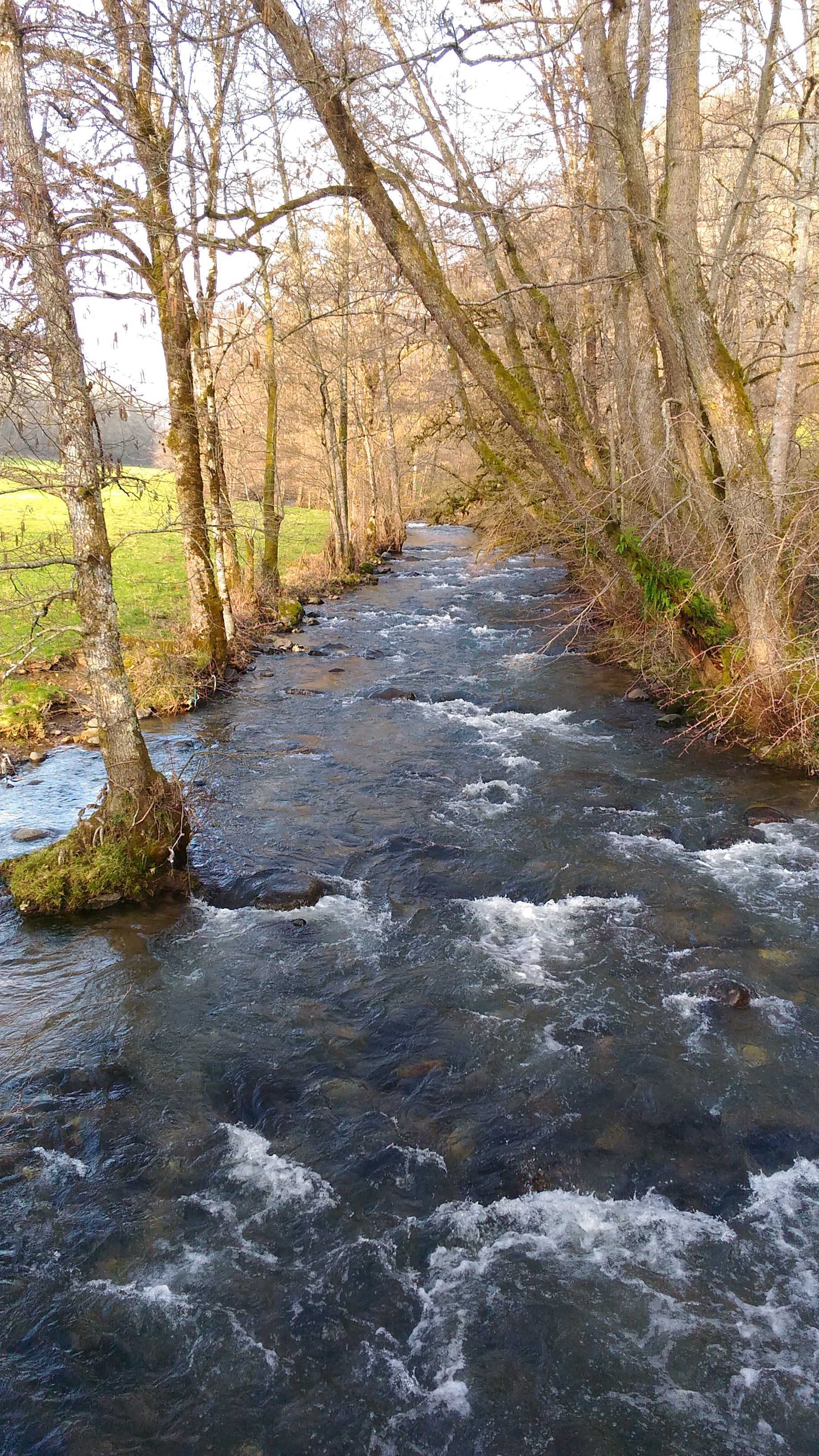
Der Goul unterhalb des Château de Messilhac in der Gemeinde Raulhac

Der Goul ist ein Fluss in Frankreich, der in den Regionen Auvergne-Rhône-Alpes und Okzitanien verläuft. Seine Quelle befindet sich in den Monts du Cantal, im Regionalen Naturpark Volcans d’Auvergne. Er entspringt im Gemeindegebiet von Saint-Clément, entwässert generell Richtung Südwest und mündet nach rund 52 km bei Couesques-Basses, im Gemeindegebiet von Saint-Hippolyte als rechter Nebenfluss in die Truyère. Auf seinem Weg berührt der Goul die Départements Cantal und Aveyron.

## Orte am Fluss
(Reihenfolge in Fließrichtung)
- Jou-sous-Monjou
- Raulhac
- Vezels-Roussy
- Murols
- Lapeyrugue